# Asuka Tenjōin
Asuka Tenjōin (天上院 明日香 Tenjōin Asuka?,  int. Alexis Rhodes) es un personaje ficticio y una de las protagonistas principales del manga y anime Yu-Gi-Oh! GX. Es considerada la mejor duelista del dormitorio femenino Obelisco Azul, donde reside. Es la única protagonista femenina en Yu-Gi-Oh! GX. Destaca como estudiante ejemplar y una de las duelistas más fuertes de la Academia de Duelos, además de ser una de las mejores amigas del protagonista, Jaden Yūki. Durante la primera temporada, su principal objetivo es encontrar a su hermano Atticus.

## Diseño del personaje
El diseño de Alexis (Asuka Tenjōin) fue supervisado por Kenichi Hara. Su vestimenta habitual en Yu-Gi-Oh! GX consiste en el uniforme femenino del dormitorio Obelisco Azul, un chaleco sin mangas blanco con bordes azules, una falda corta a juego y botas del mismo color. Suele llevar guantes sin dedos que utiliza durante los duelos, un accesorio que la distingue de las demás alumnas. Tiene el cabello rubio oscuro y largo, peinado de manera suelta con un mechón grande recogido detrás de la nuca, y ojos de color marrón. En el brazo izquierdo porta el Disco de Duelo Modelo Académico; durante su último año, utiliza una versión personalizada azul que representa al dormitorio Obelisco Azul.
En Yu-Gi-Oh! ARC-V, su diseño cambia ligeramente. Viste una camisa blanca sin mangas hasta la cintura con bordes azules y bolsillos en ambos lados, una blusa negra sin mangas debajo, guantes azules con puños anchos y recortes rectangulares en el dorso, una falda plisada azul oscuro más suelta que en GX con un forro gris azulado, y botas azules similares a las de GX pero en tonos más claros. Al debutar en esta serie, oculta su identidad con una capa azul oscuro.
Cuando era niña, Alexis vestía una camisa blanca sin mangas con una almohadilla rosada sobre el pecho y los hombros, una falda rosa, un cinturón blanco similar al de Tori Meadows pero con colores distintos, y botas blancas. Este conjunto fue posteriormente adaptado para el personaje Zuzu Boyle.

## Personalidad
Alexis es una joven segura de sí misma, amable, valiente y con un carácter firme. A diferencia de muchos estudiantes del dormitorio Obelisco Azul, no adopta actitudes arrogantes ni se considera superior a los demás, aunque muestra respeto por sus compañeros, como se evidencia en su duelo contra Chazz Princeton.
Es conocida por su belleza, lo que provoca que numerosos personajes masculinos se sientan atraídos por ella; debido a esto recibe apodos como «Reina de Obelisco Azul». Sin embargo, no es presumida ni utiliza su apariencia para obtener ventajas, lo que incrementa su atractivo entre los estudiantes. Personajes como Syrus Truesdale, Chazz, Pierre el Apostador, Harrington Rosewood y Bob Banter llegaron a sentir atracción hacia ella, aunque ella ha expresado en varias ocasiones que no busca tener pareja, evitando corresponder sus sentimientos.
Con el paso de la serie desarrolla sentimientos por Jaden Yūki, uno de los pocos que no mostró interés romántico en ella al inicio. En la versión de 4kids, su afecto se hace más evidente hacia el final, cuando considera confesarle sus sentimientos en el episodio 162, pero finalmente decide no hacerlo y únicamente le expresa su gratitud. También muestra cierta atracción por Aster Phoenix, intentando acercarse a él en una ocasión, aunque sin éxito.
Alexis confía en sus habilidades como duelista y en varias ocasiones se arriesga para ayudar a sus amigos, aunque sin presumir de sus logros. Suele ser más reservada que otros personajes cercanos a Jaden, pero lo apoya en los conflictos más importantes, incluso cuando termina en situaciones de riesgo que la obligan a ser rescatada.
Tras unirse a la Sociedad de la Luz después de perder contra Chazz, su personalidad cambia drásticamente: se vuelve arrogante, sarcástica y despectiva, llegando a insultar a Jaden, Syrus, Hassleberry e incluso a sus amigas Mindy y Jasmine. Este comportamiento desaparece cuando Jaden la derrota y la libera del control de Sartorius.
En Yu-Gi-Oh! ARC-V mantiene su carácter amable y colaborador, ayudando a los fugitivos de la Academia y respaldando los ideales de Yusho Sakaki sobre los Duelos.

## Historia
Cuando era niña, Alexis solía jugar a Duelo de Monstruos con su hermano Atticus Rhodes, aunque por lo general terminaba perdiendo. La carta Columpio de los Recuerdos representa el vínculo que mantenía con él. Con el paso del tiempo conoció a Pierre el Apostador, a quien ella y su clase consideraban casi parte de la familia, hasta que reveló su verdadera afición por las apuestas. Cansada de esta conducta, Alexis le enseñó a jugar Duelo de Monstruos y lo derrotó.
Tiempo después, Alexis ingresó a la Academia de Duelos junto con Atticus. Tras la desaparición de su hermano, intentó encontrarlo por todos los medios, pero sin éxito, por lo que decidió mantener la situación en secreto durante un tiempo. Dentro de la Academia, Alexis se convirtió en una de las estudiantes más destacadas junto a Zane Truesdale y Chazz Princeton, ganándose el reconocimiento como la «Reina del Obelisco Azul».

### Jinetes de las sombras
Alexis y Zane ven por primera vez a Jaden derrotar al Dr. Crowler en los exámenes de admisión, lo que les llama la atención. Poco después interviene en un momento tenso entre Jaden y Chazz, aconsejando a Jaden que no pierda el tiempo con él. Más tarde observa el duelo nocturno entre ambos en el dormitorio Obelisco Azul, hasta que los guardias los interrumpen. Alexis comenta que cualquiera de los dos habría ganado, pero Jaden le muestra que tenía lista la carta Monstruo Renacido para asegurar la victoria, impresionándola aún más.
Crowler intenta expulsar a Jaden dejando una falsa carta de amor de Alexis en su casillero para atraerlo al dormitorio femenino, debido a que es una zona restringida para los chicos. Syrus encuentra la nota y va en su lugar. Alexis descubre la farsa y aprovecha la ocasión para poner a prueba a Jaden, por lo que retiene a Syrus y los obliga a tener un duelo y quien pierda lo delataría para ser expulsado. Jaden gana, por lo que Alexis admite para sí misma que nunca los habría delatado porque el curso sería más interesante con ellos. Desde entonces observa con mayor interés sus duelos, incluido el duelo contra Chazz, por lo que refuerza su confianza en las habilidades de Jaden.
Mientras investiga el Dormitorio Abandonado buscando pistas sobre su hermano desaparecido, Atticus, Alexis es secuestrada por el mercenario, Titan. Jaden la rescata y se ofrece a ayudarla a encontrar a Atticus. Crowler luego amenaza con expulsar a Jaden y Syrus por haber entrado al dormitorio prohibido a menos que ganen un duelo contra los hermanos Paradoja, Alexis se ofrece a reemplazar a Syrus, pero es rechazada. Aun así los ayuda a entrenar. Tras la victoria de Jaden y Syrus, su amistad con ellos crece.
Alexis continúa buscando a Atticus con ayuda de Zane. Cuando Canciller Sheppard revela la amenaza de los Jinetes de las sombras y entrega las Llaves Espirituales, Alexis es elegida como una de las portadoras junto con Jaden, Crowler, Banner, Zane, Bastion y Chazz. El primer Jinete de la sombra en atacar resulta ser Velo Nocturno, quien releva que estaba poseyendo mentalmente a Atticus, el cual no tenía ningún recuerdo. En un intento por restaurar su memoria, Alexis acepta un duelo contra Titan. El duelo escala a un juego de las sombras y Alexis casi cede, pero las palabras de Atticus la animan y logra la victoria, devolviéndole los recuerdos.
Durante El Festival de los Espíritus de Duelo, Alexis, Jasmine y Mindy se disfrazan como las Hermanas de la Dama Arpía. Más tarde vuelve a enfrentar a su antiguo conocido Pierre el Apostador, quien había robado el pañuelo de su madre, gracias al efecto de la carta Cíber Bailarina supera la ventaja que Pierre obtenía con trucos de lanzamiento de moneda y recupera la prenda, tras lo cual Pierre admite que actuó movido por su amor hacia ella.
Junto a Chazz, Alexis pierde contra el último Jinete de las sombras, Amnael, y ambos son enviados a una dimensión alterna con los demás derrotados hasta que Jaden vence a Amnael y los libera. Después de ese incidente, Chazz confiesa abiertamente estar enamorado de Alexis. Con ayuda de Atticus, roba las siete llaves espirituales para forzarla a un duelo. Durante el enfrentamiento usa cartas sugestivas como Deseo Secreto y Carta de amor, pero Alexis gana presentando por primera vez en su baraja la carta Ciber Ángel y declara que está “enamorada del Duelo”, rechazando los sentimientos de Chazz. El robo de las llaves provoca el despertar de Kagemaru, líder de los Jinetes de las sombras, a quien Jaden termina derrotando, restaurando la normalidad en la Academia. El interés de Chazz por Alexis continúa más adelante, aunque disminuye mientras permanece bajo la influencia de Sartorius, hasta que Jaden lo libera.

## Deck
Asuka, al igual que Ryo, usa monstruos que pertenecen al arquetipo “Ciber”, pero a diferencia de él que son dragones, ella usa chicas hadas con diversas especialidades como ballet o deportes. Sus técnicas en el Duelo están bastante equilibradas debido a la variedad de efectos que sus monstruos poseen, atacando rápido y devastando con ataques directos por la negación de efectos de la carta contraria. También está experimentada en concentrarse en una sola táctica mientras su adversario arriesga todas sus cartas en diversas técnicas como esta es la que ha utilizado para crear su "Ciber Ángel" por medio de un ritual en serie, mientras desvía la atención de su adversario en su única estrategia. Cuando estuvo con la Sociedad de la Luz, usó un Deck "Noche Blanca", que, como en el manga, se centra en inutilizar las Cartas Mágicas y de Trampa del adversario.
En el manga, Asuka usa un Deck con Cartas Mágicas y de Trampa con temática de hielo, con el que distribuye Contadores de Hielo en el Campo del adversario para congelar y destruir los monstruos rivales.
Su Deck consiste en estos monstruos:
Estos se utilizan en la primera temporada, que son básicamente chicas muy bellas, bailarinas, deportistas, etc, que tienen efectos especiales muy útiles en combate:
- Ciber Estrella (Etoille Cyber, en la versión japonesa)
- Patinadora de la Hoja
- Ciber Tutu
- Ciber Gimnasta
- Ciber Bailarina (Cyber Prima, en la versión japonesa)
- Ciber Patinadora (Cyber Blader, en la versión japonesa)

Estos son los que usa con más frecuencia a partir de la segunda temporada:
Básicamente son chicas guerreras basadas en los "siete dioses de la suerte japonesa" y llevan el prefijo de "Ciber Ángel". Se trata de Monstruos de Ritual Invocados con la Carta Mágica "Ritual del Ángel Mecánico".
- Ciber Ángel Benten, basada en Benzaiten.
- Ciber Ángel Dakini, basada en las dakini.
- Ciber Ángel Idaten, basada en el general en jefe de los treinta y dos generales celestiales que sirven a los Cuatro Reyes Celestiales.
- Ciber Querubin, versión cibernética del monstruo "Petit Ángel".

- Datos: Q2748937